# Високівський парк
Висо́ківський парк — парк-пам'ятка садово-паркового мистецтва місцевого значення в Україні. Розташований на території Високівської сільської громади Житомирського району Житомирської області, в селі Високе (центр села).
Площа 6,55 га, статус отриманий у 1973 році. Перебуває у віданні: Високівська сільська рада.

## Галерея

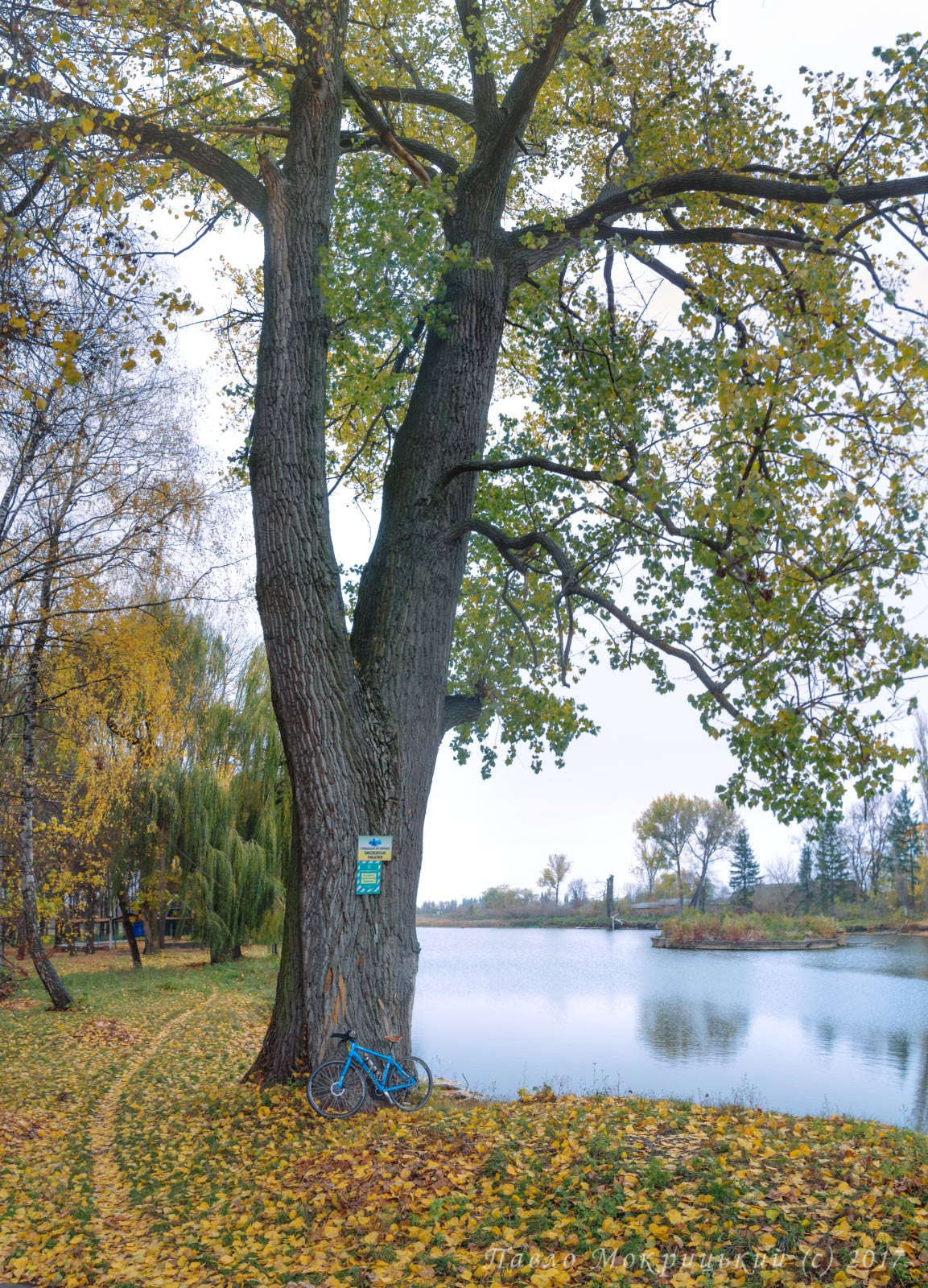
Ставок на річці Мика при Високівському парку